# 2024 في الكويت
أحداث 2024 في الكويت.

## المناصب
- أمير الدولة: مشعل الأحمد الجابر الصباح
- رئيس الوزراء: محمد صباح السالم الصباح منذ 4 يناير

## أحداث

### يناير
4: أمر أميري بتعيين محمد صباح السالم الصباح رئيسا لمجلس الوزراء وتكليفه بتعيين أعضاء الوزارة.
17:صدور مرسوم أميري بتشكيل الوزارة الجديدة وتضم 13 وزيرا وهم كالتالي:
- فهد يوسف سعود الصباح نائباً لرئيس مجلس الوزراء ووزيراً للدفاع ووزيراً للداخلية بالوكالة.
- د. عماد محمد عبدالعزيز العتيقي نائباً لرئيس مجلس الوزراء ووزيراً للنفط.
- عبدالرحمن بداح عبدالرحمن المطيري وزيراً للإعلام والثقافة.
- د. أحمد عبدالوهاب أحمد العوضي وزيراً للصحة.
- فراس سعود المالك الصباح وزيراً للشؤون الاجتماعية وشؤون الأسرة والطفولة ووزير دولة لشؤون مجلس الوزراء بالوكالة.
- د. أنور علي عبد الله المضف وزيراً للمالية ووزير دولة للشؤون الاقتصادية والاستثمار.
- د. سالم فلاح مبارك الحجرف وزيراً للكهرباء والماء والطاقة المتجددة ووزير دولة لشؤون الإسكان.
- داود سليمان عبدالرسول معرفي وزير دولة لشؤون مجلس الأمة ووزير دولة لشؤون الشباب ووزير دولة لشؤون الاتصالات.
- د. عادل محمد عبد الله العدواني وزيراً للتربية ووزيراً للتعليم العالي والبحث العلمي.
- عبد الله حمد عبد الله الجوعان وزيراً للتجارة والصناعة.
- عبدالله علي عبدالله اليحيا وزيراً للخارجية.
- فيصل سعيد نافل الغريب وزيراً للعدل ووزيراً للأوقاف والشؤون الإسلامية.
- د .نورة محمد خالد المشعان وزيراً للأشغال العامة ووزير دولة لشؤون البلدية.[3]

24: أمر أميري بتعيين الشيخ الدكتور محمد صباح السالم الصباح رئيس مجلس الوزراء نائبا للأمير طوال فترات غياب أمير البلاد الشيخ مشعل الأحمد الجابر الصباح عن البلاد.
- صدر مرسوم أميري بتولي الشيخ فهد يوسف سعود الصباح نائب رئيس مجلس الوزراء ووزير الدفاع ووزير الداخلية بالوكالة منصب رئيس مجلس الوزراء خلال فترة الإنابة عن صاحب السمو الأمير الشيخ مشعل الأحمد.[5]

25: إحباط مخطط لخلية إرهابية كانت تنوي استهداف دور عبادة تخص الطائفة الشيعية وقتل أشخاص.
28: صدر مرسوم أميري بتعيين شريدة عبدالله سعد المعوشرجي نائباً لرئيس مجلس الوزراء ووزير دولة لشؤون مجلس الوزراء.

#### فبراير
15: صدور مرسوم أميري بحل مجلس الأمة.

## رياضة

#### يناير
- 11: أطلق الاتحاد الكويتي للرياضة للجميع فعاليات (القرى الرياضية) وذلك تحت رعاية الهيئة العامة للرياضة وتستمر 12 أسبوعا موزعة على جميع محافظات البلاد تباعاً.[9]
- 13: افتتاح بطولة الكويت الاسيوية لرماية الخرطوش بمشاركة 26 منتخبا بمجمع (ميادين الشيخ صباح الأحمد الأولمبي).[10]
- 20: تأهل لاعب منتخب الكويت للرماية محمد الديحاني، اليوم السبت، إلى نهائيات دورة الألعاب الأولمبية (باريس 2024) بعد تحقيقه المركز الثالث والميدالية البرونزية في مسابقة رماية (سكيت) لفردي الرجال ضمن منافسات بطولة الكويت الآسيوية لرماية الخرطوش.[11]
- 22: انطلاق بطولة الكويت السنوية الكبرى للشطرنج 2024 للرجال بمشاركة 50 لاعباً التي ينظمها النادي الكويتي للألعاب الذهنية.[12]
- 27: فوز الفارس علي الخرافي ببطولة «ذا ستاديوم» لقفز الحواجز التي أقيمت في شاطىء المارينا بمشاركة أكثر من 500 فارس وفارسة.[13]

فبراير
- 7: استضافة البطولة العربية للشراع 2024 التي ستنظمها لجنة الشراع التجديف والكاياك والكايت بورد في النادي البحري الرياضي الكويتي تحت مظلة الهيئة العامة للرياضة والاتحاد العربي للشراع وذلك خلال الفترة من 7 إلى 11 فبراير.[14]

## كتب

#### يناير
- 10: صدر كتاب "محمد زويِّد..في الكويت" من المجلس الوطني للثقافة والفنون والآداب.
- 11: صدر للباحثة ندى الرفاعي كتاب بعنوان «مسيرة الإعلام الكويتي من الأصالة إلى التجديد 1962 - 2022» الذي يرصد أبرز محطات ومراحل نشأة الإعلام في الكويت.[15]
- 15: صدر للدكتورة سعاد الصباح كتاب تحت عنوان «استراحة الخميس» عن دار سعاد الصباح للثقافة والإبداع.[16]
- 15: صدر كتاب للأديب طالب الرفاعي، بعنوان «كيف تكتب قصة قصيرة أو رواية.. منهج الكتابة الإبداعية».[17]
- 16: صدر كتاب (زيارة صاحبة السمو الملكي الأميرة أستريد لدولة الكويت) للكاتب عيسى دشتي من إصدار المجلس الوطني للثقافة والفنون والآداب.[18]
- 16: صدر كتاب (العلاقات الكويتية البلجيكية في صور) للكاتب عيسى دشتي من إصدار المجلس الوطني للثقافة والفنون والآداب.[18]

## وفيات
- 1 يناير: ناجي سعود الزيد. كاتب [19]
- 6 مارس: محمد عبد الرحمن الشارخ. (82 عام ) رجل أعمال وأول من أدخل اللغة العربية للحاسوب.[20]
- 29 مارس: حسين مكي الجمعة.(95 عام) رجل أعمال ونائب سابق في مجلس الأمة[21]